# 阿都乡
阿都乡，是中华人民共和国云南省曲靖市宣威市下辖的一个乡镇级行政单位。

## 行政区划
阿都乡下辖以下地区：
梨树村、谷兴村、阿都村、姜棚村、同兴村、施都村、合庆村、增坪村、银厂村、发吉村、大佐村和荣胜村。